# جورج فرانكلين
جورج فرانكلين (بالإنجليزية: George Franklin)‏ هو لاعب كرة قدم أمريكية أمريكي، ولد في 5 يوليو 1954 في سيغوين في الولايات المتحدة.